# Flisepest
Flisepest er en populær betegnelse for lav der vokser på fliser, primært på terasser.
Der findes over 900 forskellige typer af lav, hvilket også betyder at flisepest kan ses i mange forskellige farver og former på fliserne.
I takt med at mængden af svovl i luften reduceres bliver flisepest mere og mere udbredt.
Flisepest lever ikke af organisk næring men kræver blot at der er lys og fugt til stede. Derfor kan flisepest også vokse på materialer som klipper og andre hårde og næringsfattige overflader.
For at undgå flisepest kan der gøres følgende:
- Højtryksrensning. Dette skal dog imprægneres efterfølgende, for at undgå at flisen er åben og "sårbar" overfor ny indtrængen af vækst.
- Algebehandling eller et lignende produkt.
- Afdækning af arealet over vinterhalvåret. Denne afdækning kan gøres ved 0,5-1 cm sand over hele arealet, ved at dække arealet med en tæt ukrudtsdug eller en mørk presenning.